# Cronistoria dell'Unione Sportiva Catanzaro 1929
In questa pagina sono riportati i risultati relativi alle varie stagioni sportive dell'Unione Sportiva Catanzaro 1929, società calcistica italiana a responsabilità limitata con sede a Catanzaro.
Sono evidenziati la categoria del campionato di partecipazione, il piazzamento a fine campionato, il numero delle squadre partecipanti, il numero di punti totalizzati e gli allenatori. Vi è inoltre il riferimento ad eventuali primati o promozioni e retrocessioni a fine campionato e ad eventuali trofei vinti.

## Cronistoria
Di seguito la cronistoria del Catanzaro.

## Cronistoria dettagliata stagione per stagione
| Stagione | Campionato                          | Piazzamento | Squadre | Punti | Note | Allenatore                                                                  |
| -------- | ----------------------------------- | ----------- | ------- | ----- | --- | --------------------------------------------------------------------------- |
| 1927     |                                     |             |         |       | Fondazione dell'Unione Sportiva Catanzarese |                                                                             |
| 1927-28  | III Divisione                       | Ritirata    |         |       | |                                                                             |
| 1928-29  | III Divisione                       | 3°          | 3       |       | |                                                                             |
| 1929     |                                     |             |         |       | Cambio di denominazione in Unione Sportiva Fascista Catanzarese |                                                                             |
| 1929-30  | III Divisione                       | 2°          | 5       | 10    | Promossa d'ufficio dalla F.I.G.C. in Prima Divisione. | Dino Baroni                                                                 |
| 1930-31  | I Divisione (Gir. E)                | 7°          | 12      | 21    | | Dino Baroni                                                                 |
| 1931-32  | I Divisione (Gir. F)                | 9°          | 15      | 26    | | Géza Kertész                                                                |
| 1932-33  | I Divisione (Gir. I)                | Vincitore   | 11      | 31    | Promossa in Serie B | Géza Kertész                                                                |
| 1933-34  | Serie B (Gir. A)                    | 7°          | 13      | 25    | | György Kőszegi                                                              |
| 1934-35  | Serie B (Gir. B)                    | 11°         | 16      | 22    | Retrocessa in Serie C | György Kőszegi                                                              |
| 1935-36  | Serie C (Gir. D)                    | Vincitore   | 16      | 37    | Promossa in Serie B | Cesare Migliorini                                                           |
| 1936-37  | Serie B                             | 14°         | 16      | 24    | A causa della crisi finanziaria, la Società rinuncia alla Serie C, liquida il parco giocatori professionisti e decide di partecipare al campionato regionale di Prima Divisione con una squadra composta da elementi locali. | Cesare Migliorini                                                           |
| 1937-38  | I Divisione regionale               | 2°          | n.d.    | n.d.  | Rinuncia nuovamente a disputare il campionato di Serie C, per partecipare l'anno successivo al campionato regionale di Prima Divisione.                                                                                      | Walter Colombati                                                            |
| 1938-39  | I Divisione regionale               | 1°          | n.d.    | n.d.  | Rinuncia per la terza volta alla Serie C e l'anno successivo partecipa nuovamente al campionato regionale di Prima Divisione.                                                                                                | Riccardo Mottola                                                            |
| 1939-40  | I Divisione regionale               | 1°          | n.d.    | n.d.  | | Riccardo Mottola                                                            |
| 1940-44  |                                     |             |         |       | Nel giugno del 1940, con l'entrata in guerra dell'Italia, è sospesa ogni attività agonistica. |                                                                             |
| 1944     |                                     |             |         |       | Rifondazione con la denominazione di Unione Sportiva Catanzaro |                                                                             |
| 1944-45  | Promozione regionale                | 1°          | n.d     | n.d   | Promossa in Serie C | Riccardo Mottola                                                            |
| 1945-46  | Serie C (Gir. F)                    | 2°          | 12      | 27    | Promossa d'ufficio in Serie B | Riccardo Mottola                                                            |
| 1946-47  | Serie B (Gir. C)                    | 16°         | 17      | 26    | Retrocessa in Serie C | Pietro Piselli                                                              |
| 1947-48  | Serie C (Gir. S)                    | 2°          | 16      | 38    | | Pietro Piselli                                                              |
| 1948-49  | Serie C (Gir. D)                    | 14°         | 19      | 28    | | Luciano Robotti Euro Riparbelli Pasquale Ripepe                             |
| 1949-50  | Serie C (Gir. D)                    | 11°         | 18      | 31    | | Euro Riparbelli                                                             |
| 1950-51  | Serie C (Gir. D)                    | 5°          | 19      | 40    | | Luciano Robotti Euro Riparbelli Pasquale Ripepe                             |
| 1951-52  | Serie C (Gir. D)                    | 7°          | 18      | 35    | Retrocessa in IV Serie | Euro Riparbelli                                                             |
| 1952-53  | IV Serie (Gir. H)                   | Vincitore   | 16      | 38    | Promossa in Serie C Vince lo Scudetto di IV Serie | Orlando Tognotti                                                            |
| 1953-54  | Serie C                             | 8°          | 18      | 37    | | Orlando Tognotti                                                            |
| 1954-55  | Serie C                             | 3°          | 18      | 38    | | Orlando Tognotti                                                            |
| 1955-56  | Serie C                             | 9°          | 18      | 33    | | Orlando Tognotti                                                            |
| 1956-57  | Serie C                             | 12°         | 18      | 31    | | Piero Pasinati                                                              |
| 1957-58  | Serie C                             | 8°          | 18      | 35    | | Piero Pasinati                                                              |
| 1958-59  | Serie C (Gir. B)                    | Vincitore   | 18      | 47    | Promossa in Serie B | Piero Pasinati                                                              |
| 1959-60  | Serie B                             | 8°          | 20      | 37    | Vince la Coppa delle Alpi | Piero Pasinati                                                              |
| 1960-61  | Serie B                             | 10°         | 20      | 38    | | Piero Pasinati Enzo Dolfin                                                  |
| 1961-62  | Serie B                             | 15°         | 19      | 34    | | Bruno Arcari                                                                |
| 1962-63  | Serie B                             | 12°         | 20      | 37    | | Enzo Dolfin                                                                 |
| 1963-64  | Serie B                             | 10°         | 20      | 37    | | Leandro Remondini                                                           |
| 1964-65  | Serie B                             | 8°          | 20      | 38    | | Leandro Remondini                                                           |
| 1965-66  | Serie B                             | 10°         | 20      | 36    | | Dino Ballacci                                                               |
| 1966-67  | Serie B                             | 3°          | 20      | 42    | | Carmelo Di Bella                                                            |
| 1967-68  | Serie B                             | 12°         | 21      | 37    | | Giuseppe Lupi                                                               |
| 1968-69  | Serie B                             | 14°         | 20      | 35    | | Giuseppe Lupi Dino Ballacci                                                 |
| 1969-70  | Serie B                             | 16°         | 20      | 33    | | Dino Ballacci                                                               |
| 1970-71  | Serie B                             | 3°          | 20      | 47    | Promossa in Serie A | Gianni Seghedoni                                                            |
| 1971-72  | Serie A                             | 15°         | 16      | 21    | Retrocessa in Serie B | Gianni Seghedoni                                                            |
| 1972-73  | Serie B                             | 8°          | 20      | 39    | | Renato Lucchi Saverio Leotta                                                |
| 1973-74  | Serie B                             | 14°         | 20      | 35    | | Gianni Seghedoni Carmelo Di Bella                                           |
| 1974-75  | Serie B                             | 4°          | 20      | 45    | Perde lo spareggio per la promozione in Serie A col Verona | Gianni Di Marzio                                                            |
| 1975-76  | Serie B                             | 2°          | 20      | 45    | Promossa in Serie A | Gianni Di Marzio                                                            |
| 1976-77  | Serie A                             | 15°         | 16      | 21    | Retrocessa in Serie B | Gianni Di Marzio                                                            |
| 1977-78  | Serie B                             | 2°          | 20      | 44    | Promossa in Serie A | Giorgio Sereni                                                              |
| 1978-79  | Serie A                             | 9°          | 16      | 28    | | Carlo Mazzone                                                               |
| 1979-80  | Serie A                             | 12°         | 16      | 24    | Ripescata in seguito alla retrocessione del Milan e della Lazio per lo scandalo del calcioscommesse. | Carlo Mazzone Saverio Leotta                                                |
| 1980-81  | Serie A                             | 8°          | 16      | 29    | | Tarcisio Burgnich                                                           |
| 1981-82  | Serie A                             | 7°          | 16      | 28    | | Bruno Pace                                                                  |
| 1982-83  | Serie A                             | 16°         | 16      | 13    | Retrocessa in Serie B | Bruno Pace Saverio Leotta                                                   |
| 1983-84  | Serie B                             | 20°         | 20      | 30    | Retrocessa in Serie C1 | Mario Corso Antonio Renna                                                   |
| 1984-85  | Serie C1 (Gir. B)                   | Vincitore   | 18      | 45    | Promossa in Serie B | Giovan Battista Fabbri                                                      |
| 1985-86  | Serie B                             | 19°         | 20      | 30    | Retrocessa in Serie C1 | Pietro Santin Francesco Scorsa Antonio Lionetti                             |
| 1986-87  | Serie C1 (Gir. B)                   | Vincitore   | 18      | 45    | Promossa in Serie B | Claudio Tobia                                                               |
| 1987-88  | Serie B                             | 5°          | 20      | 46    | | Vincenzo Guerini                                                            |
| 1988-89  | Serie B                             | 11°         | 20      | 35    | | Tarcisio Burgnich Gianni Di Marzio                                          |
| 1989-90  | Serie B                             | 20°         | 20      | 25    | Retrocessa in Serie C1 | Fausto Silipo Renzo Aldi Fausto Silipo                                      |
| 1990-91  | Serie C1 (Gir. B)                   | 16°         | 18      | 29    | Retrocessa in Serie C2 | Claudio Sala                                                                |
| 1991-92  | Serie C2 (Gir. C)                   | 4°          | 20      | 44    | | Gennaro Rambone Franco Selvaggi                                             |
| 1992-93  | Serie C2 (Gir. C)                   | 8°          | 18      | 34    | | Franco Selvaggi Adriano Banelli Paolo Dal Fiume Adriano Banelli             |
| 1993-94  | Serie C2 (Gir. C)                   | 9°          | 18      | 44    | | Gianni Improta                                                              |
| 1994-95  | Serie C2 (Gir. C)                   | 11°         | 18      | 42    | | Gianni Improta Enrico Nicolini Saverio Leotta Enrico Nicolini               |
| 1995-96  | Serie C2 (Gir. C)                   | 10°         | 18      | 45    | | Mauro Zampollini Marcello Pasquino Adriano Banelli                          |
| 1996-97  | Serie C2 (Gir. C)                   | 5°          | 18      | 53    | Perde la semifinale play-off con il Benevento. | Rino Lavezzini Giuseppe Sabadini Rino Lavezzini                             |
| 1997-98  | Serie C2 (Gir. C)                   | 6°          | 18      | 48    | | Francesco Paolo Specchia Giuseppe Vuolo                                     |
| 1998-99  | Serie C2 (Gir. C)                   | 3°          | 18      | 53    | Perde la semifinale play-off con il Benevento. | Juan Carlos Morrone                                                         |
| 1999-00  | Serie C2 (Gir. C)                   | 12°         | 18      | 41    | | Salvatore Esposito Fortunato Torrisi Giuseppe Galluzzo                      |
| 2000-01  | Serie C2 (Gir. C)                   | 3°          | 18      | 54    | Perde la finale play-off con il Sora. | Agatino Cuttone                                                             |
| 2001-02  | Serie C2 (Gir. C)                   | 6°          | 18      | 51    | | Leonardo Bitetto Massimo Morgia                                             |
| 2002-03  | Serie C2 (Gir. C)                   | 4°          | 18      | 56    | Perde la finale play-off con l'Acireale. Ammessa in Serie C1 per allargamento quadri | Franco Dellisanti                                                           |
| 2003-04  | Serie C1 (Gir. B)                   | Vincitore   | 18      | 67    | Promossa in Serie B | Piero Braglia                                                               |
| 2004-05  | Serie B                             | 21°         | 22      | 26    | Riammessa a causa della retrocessione del Genoa per illecito sportivo e per le mancate iscrizioni di Perugia, Salernitana e Venezia.                                                                                         | Piero Braglia Luigi Cagni Bruno Bolchi                                      |
| 2005-06  | Serie B                             | 22°         | 22      | 28    | Retrocesso, il club subisce la revoca dell'affiliazione per dissesto economico-finanziario. | Sergio Buso Vincenzo Guerini Bruno Giordano Franco Cittadino                |
| 2006     |                                     |             |         |       | Nasce il Football Club Catanzaro S.p.A. che viene iscritto in Serie C2 per via del Lodo Petrucci. |                                                                             |
| 2006-07  | Serie C2 (Gir. C)                   | 9°          | 18      | 45    | | Manuele Domenicali                                                          |
| 2007-08  | Serie C2 (Gir. C)                   | 10°         | 18      | 43    | | Fausto Silipo Franco Cittadino Agatino Cuttone                              |
| 2008-09  | Lega Pro Seconda Divisione (Gir. C) | 3°          | 18      | 59    | Perde la semifinale play-off con il Pescina VG. | Nicola Provenza                                                             |
| 2009-10  | Lega Pro Seconda Divisione (Gir. C) | 2°          | 18      | 69    | Perde la finale play-off con la Cisco Roma. | Gaetano Auteri                                                              |
| 2010-11  | Lega Pro Seconda Divisione (Gir. C) | 15°         | 16      | 11    | 15° a seguito della retrocessione d'ufficio del Pomezia all'ultimo posto del girone. Fallimento societario. | Zé Maria Antonio Aloi                                                       |
| 2011     |                                     |             |         |       | Nasce il Catanzaro Calcio 2011 S.r.l. che rileva il ramo d'azienda del sodalizio fallito. |                                                                             |
| 2011-12  | Lega Pro Seconda Divisione (Gir. B) | 2°          | 21      | 83    | Promozione in Lega Pro Prima Divisione | Francesco Cozza                                                             |
| 2012-13  | Lega Pro Prima Divisione (Gir. B)   | 10°         | 16      | 37    | | Francesco Cozza Salvo Fulvio D'Adderio                                      |
| 2013-14  | Lega Pro Prima Divisione (Gir. B)   | 4°          | 17      | 55    | Perde il quarto di finale dei play-off con il Benevento. | Oscar Brevi                                                                 |
| 2014-15  | Lega Pro (Gir. C)                   | 8°          | 20      | 53    | | Francesco Moriero Massimo D'Urso Stefano Sanderra                           |
| 2015-16  | Lega Pro (Gir. C)                   | 11°         | 18      | 41    | | Massimo D'Urso Alessandro Erra                                              |
| 2016-17  | Lega Pro (Gir. C)                   | 18°         | 20      | 38    | Vince i play-out con la Vibonese. | Alessandro Erra Giulio Spader Mario Somma Nunzio Zavettieri Alessandro Erra |
| 2017-18  | Serie C (Gir. C)                    | 14°         | 19      | 42    | | Alessandro Erra Davide Dionigi Giuseppe Pancaro                             |
| 2018     |                                     |             |         |       | Cambia denominazione in Unione Sportiva Catanzaro 1929 S.r.l. |                                                                             |
| 2018-19  | Serie C (Gir. C)                    | 3°          | 19      | 67    | Perde gli ottavi di finale dei play-off con la Feralpisalò. | Gaetano Auteri                                                              |
| 2019-20  | Serie C (Gir. C)                    | 7°          | 20      | 53    | Perde il secondo turno dei play-off con il Potenza. | Gaetano Auteri Gianluca Grassadonia Gaetano Auteri                          |
| 2020-21  | Serie C (Gir. C)                    | 2°          | 19      | 68    | Perde i quarti di finale dei play-off con l' AlbinoLeffe. | Antonio Calabro                                                             |
| 2021-22  | Serie C (Gir. C)                    | 2°          | 19      | 67    | Perde la semifinale dei play-off con il Padova. | Antonio Calabro Vincenzo Vivarini                                           |
| 2022-23  | Serie C (Gir. C)                    | Vincitore   | 20      | 96    | Promossa in Serie B Vince la Supercoppa Serie C | Vincenzo Vivarini                                                           |

### Annotazioni
1. ↑  Insieme a Roma, Alessandria, Verona, Napoli, Catania, Triestina e Palermo in rappresentanza della federazione contro formazioni svizzere.
2. ↑  1 punto di penalizzazione per una rinuncia.
3. ↑  Insieme a Roma, Alessandria, Verona, Napoli, Catania, Triestina e Palermo in rappresentanza della Federazione italiana contro formazioni svizzere.
4. ↑  Promossa dopo triangolare di spareggio: a Bologna, 23 giugno, Atalanta-Catanzaro 1-0; a Napoli, 27 giugno, Catanzaro-Bari 1-0.
5. ↑  3 punti di penalizzazione.
6. ↑  5 punti di penalizzazione per tentata combine.
7. ↑  1 punto di penalizzazione.
8. ↑  3 punti di penalizzazione per irregolarità amministrative.
9. ↑  8 punti di penalizzazione.

### Fonti
1. ↑   Us Catanzaro: slitta annuncio di Auteri ma niente panico, su catanzaroinforma.it, http://www.catanzaroinforma.it/, 30 maggio 2018. URL consultato il 6 giugno 2018.
2. ↑   E' ritornata l'U.S. Catanzaro 1929, su catanzarosport24.it, http://www.catanzarosport24.it/, 30 maggio 2018. URL consultato il 6 giugno 2018 (archiviato dall'url originale il 3 giugno 2018).
3. ↑   1930-1931 (PDF), su webalice.it, http://www.webalice.it/stasin/. URL consultato il 19 febbraio 2016 (archiviato dall'url originale il 2 aprile 2015).
4. ↑   1931-1932 (PDF), su webalice.it, http://www.webalice.it/stasin/. URL consultato il 19 febbraio 2016 (archiviato dall'url originale il 24 febbraio 2016).
5. ↑   1932-1933 (PDF), su webalice.it, http://www.webalice.it/stasin/. URL consultato il 19 febbraio 2016 (archiviato dall'url originale il 24 maggio 2015).
6. ↑   1933-1934 (PDF), su webalice.it, http://www.webalice.it/stasin/. URL consultato il 19 febbraio 2016 (archiviato dall'url originale il 24 febbraio 2016).
7. ↑   1934-1935 (PDF), su webalice.it, http://www.webalice.it/stasin/. URL consultato il 19 febbraio 2016 (archiviato dall'url originale il 24 febbraio 2016).
8. ↑   1935-1936 (PDF), su webalice.it, http://www.webalice.it/stasin/. URL consultato il 19 febbraio 2016 (archiviato dall'url originale il 24 febbraio 2016).
9. ↑   1936-1937 (PDF), su webalice.it, http://www.webalice.it/stasin/. URL consultato il 19 febbraio 2016 (archiviato dall'url originale il 24 febbraio 2016).
10. ↑   1937-1938 (PDF) [collegamento interrotto], su webalice.it, http://www.webalice.it/stasin/. URL consultato il 19 febbraio 2016.
11. ↑   1945-1946 (PDF), su webalice.it, http://www.webalice.it/stasin/. URL consultato il 19 febbraio 2016 (archiviato dall'url originale il 4 marzo 2016).
12. ↑   1946-1947 (PDF), su webalice.it, http://www.webalice.it/stasin/. URL consultato il 19 febbraio 2016 (archiviato dall'url originale il 24 febbraio 2016).
13. ↑   1947-1948 (PDF), su webalice.it, http://www.webalice.it/stasin/. URL consultato il 19 febbraio 2016 (archiviato dall'url originale il 24 febbraio 2016).
14. ↑   1948-1949 (PDF), su webalice.it, http://www.webalice.it/stasin/. URL consultato il 19 febbraio 2016 (archiviato dall'url originale il 24 febbraio 2016).
15. ↑   1949-1950 (PDF), su webalice.it, http://www.webalice.it/stasin/. URL consultato il 19 febbraio 2016 (archiviato dall'url originale il 24 febbraio 2016).
16. ↑   1950-1951 (PDF), su webalice.it, http://www.webalice.it/stasin/. URL consultato il 19 febbraio 2016 (archiviato dall'url originale il 24 febbraio 2016).
17. ↑   1951-1952 (PDF), su webalice.it, http://www.webalice.it/stasin/. URL consultato il 19 febbraio 2016 (archiviato dall'url originale il 3 febbraio 2015).
18. ↑   1952-1953 (PDF), su webalice.it, http://www.webalice.it/stasin/. URL consultato il 19 febbraio 2016 (archiviato dall'url originale il 4 marzo 2016).
19. ↑   1953-1954 (PDF), su webalice.it, http://www.webalice.it/stasin/. URL consultato il 19 febbraio 2016 (archiviato dall'url originale il 3 marzo 2014).
20. ↑   1954-1955 (PDF), su webalice.it, http://www.webalice.it/stasin/. URL consultato il 19 febbraio 2016 (archiviato dall'url originale il 4 marzo 2016).
21. ↑   1955-1956 (PDF), su webalice.it, http://www.webalice.it/stasin/. URL consultato il 19 febbraio 2016 (archiviato dall'url originale il 24 febbraio 2016).
22. ↑   1956-1957 (PDF), su webalice.it, http://www.webalice.it/stasin/. URL consultato il 19 febbraio 2016 (archiviato dall'url originale il 3 marzo 2014).
23. ↑   1957-1958 (PDF), su webalice.it, http://www.webalice.it/stasin/. URL consultato il 19 febbraio 2016 (archiviato dall'url originale il 3 marzo 2014).
24. ↑   1958-1959 (PDF), su webalice.it, http://www.webalice.it/stasin/. URL consultato il 19 febbraio 2016 (archiviato dall'url originale l'11 novembre 2012).
25. ↑   1959-1960 (PDF), su webalice.it, http://www.webalice.it/stasin/. URL consultato il 19 febbraio 2016 (archiviato dall'url originale il 4 marzo 2016).
26. ↑   1960-1961 (PDF), su webalice.it, http://www.webalice.it/stasin/. URL consultato il 19 febbraio 2016 (archiviato dall'url originale il 12 novembre 2013).
27. ↑   1961-1962 (PDF), su webalice.it, http://www.webalice.it/stasin/. URL consultato il 19 febbraio 2016 (archiviato dall'url originale il 6 gennaio 2014).
28. ↑   1962-1963 (PDF), su webalice.it, http://www.webalice.it/stasin/. URL consultato il 19 febbraio 2016 (archiviato dall'url originale il 6 gennaio 2014).
29. ↑   1963-1964 (PDF), su webalice.it, http://www.webalice.it/stasin/. URL consultato il 19 febbraio 2016 (archiviato dall'url originale il 3 dicembre 2013).
30. ↑   1964-1965 (PDF), su webalice.it, http://www.webalice.it/stasin/. URL consultato il 19 febbraio 2016 (archiviato dall'url originale il 3 dicembre 2013).
31. ↑   1965-1966 (PDF), su webalice.it, http://www.webalice.it/stasin/. URL consultato il 19 febbraio 2016 (archiviato dall'url originale il 2 aprile 2015).
32. ↑   1966-1967 (PDF), su webalice.it, http://www.webalice.it/stasin/. URL consultato il 19 febbraio 2016 (archiviato dall'url originale il 17 dicembre 2013).
33. ↑   1967-1968 (PDF), su webalice.it, http://www.webalice.it/stasin/. URL consultato il 19 febbraio 2016 (archiviato dall'url originale il 19 dicembre 2013).
34. ↑   1968-1969 (PDF), su webalice.it, http://www.webalice.it/stasin/. URL consultato il 19 febbraio 2016 (archiviato dall'url originale il 24 febbraio 2016).
35. ↑   1969-1970 (PDF), su webalice.it, http://www.webalice.it/stasin/. URL consultato il 19 febbraio 2016 (archiviato dall'url originale il 28 dicembre 2013).
36. ↑   1970-1971 (PDF), su webalice.it, http://www.webalice.it/stasin/. URL consultato il 19 febbraio 2016 (archiviato dall'url originale il 7 novembre 2012).
37. ↑   1971-1972 (PDF), su webalice.it, http://www.webalice.it/stasin/. URL consultato il 19 febbraio 2016 (archiviato dall'url originale il 24 febbraio 2016).
38. ↑   1972-1973 (PDF), su webalice.it, http://www.webalice.it/stasin/. URL consultato il 19 febbraio 2016 (archiviato dall'url originale il 24 febbraio 2016).
39. ↑   1973-1974 (PDF), su webalice.it, http://www.webalice.it/stasin/. URL consultato il 19 febbraio 2016 (archiviato dall'url originale il 24 febbraio 2016).
40. ↑   1974-1975 (PDF), su webalice.it, http://www.webalice.it/stasin/. URL consultato il 19 febbraio 2016 (archiviato dall'url originale il 3 gennaio 2015).
41. ↑   1975-1976 (PDF), su webalice.it, http://www.webalice.it/stasin/. URL consultato il 19 febbraio 2016 (archiviato dall'url originale il 18 gennaio 2012).
42. ↑   1976-1977 (PDF), su webalice.it, http://www.webalice.it/stasin/. URL consultato il 19 febbraio 2016 (archiviato dall'url originale il 24 febbraio 2016).
43. ↑   1977-1978 (PDF), su webalice.it, http://www.webalice.it/stasin/. URL consultato il 19 febbraio 2016 (archiviato dall'url originale il 24 febbraio 2016).
44. ↑   1978-1979 (PDF), su webalice.it, http://www.webalice.it/stasin/. URL consultato il 19 febbraio 2016 (archiviato dall'url originale il 24 febbraio 2016).
45. ↑   1979-1980 (PDF), su webalice.it, http://www.webalice.it/stasin/. URL consultato il 19 febbraio 2016 (archiviato dall'url originale il 26 giugno 2015).
46. ↑   1980-1981 (PDF), su webalice.it, http://www.webalice.it/stasin/. URL consultato il 19 febbraio 2016 (archiviato dall'url originale il 24 maggio 2015).
47. ↑   1981-1982 (PDF), su webalice.it, http://www.webalice.it/stasin/. URL consultato il 19 febbraio 2016 (archiviato dall'url originale il 24 maggio 2015).
48. ↑   1982-1983 (PDF), su webalice.it, http://www.webalice.it/stasin/. URL consultato il 19 febbraio 2016 (archiviato dall'url originale il 24 febbraio 2016).
49. ↑   1983-1984 (PDF), su webalice.it, http://www.webalice.it/stasin/. URL consultato il 19 febbraio 2016 (archiviato dall'url originale il 24 febbraio 2016).
50. ↑   1984-1985 (PDF), su webalice.it, http://www.webalice.it/stasin/. URL consultato il 19 febbraio 2016 (archiviato dall'url originale l'11 novembre 2012).
51. ↑   1985-1986 (PDF), su webalice.it, http://www.webalice.it/stasin/. URL consultato il 19 febbraio 2016 (archiviato dall'url originale il 7 marzo 2014).
52. ↑   1986-1987 (PDF), su webalice.it, http://www.webalice.it/stasin/. URL consultato il 19 febbraio 2016 (archiviato dall'url originale il 24 febbraio 2016).
53. ↑   1987-1988 (PDF), su webalice.it, http://www.webalice.it/stasin/. URL consultato il 19 febbraio 2016 (archiviato dall'url originale il 13 marzo 2014).
54. ↑   1988-1989 (PDF), su webalice.it, http://www.webalice.it/stasin/. URL consultato il 19 febbraio 2016 (archiviato dall'url originale il 17 marzo 2014).
55. ↑   1989-1990 (PDF), su webalice.it, http://www.webalice.it/stasin/. URL consultato il 19 febbraio 2016 (archiviato dall'url originale il 20 marzo 2014).
56. ↑   1990-1991 (PDF), su webalice.it, http://www.webalice.it/stasin/. URL consultato il 19 febbraio 2016 (archiviato dall'url originale il 26 maggio 2015).
57. ↑   1991-1992 (PDF), su webalice.it, http://www.webalice.it/stasin/. URL consultato il 19 febbraio 2016 (archiviato dall'url originale il 4 marzo 2016).
58. ↑   1992-1993 (PDF), su webalice.it, http://www.webalice.it/stasin/. URL consultato il 19 febbraio 2016 (archiviato dall'url originale il 4 marzo 2016).
59. ↑   1993-1994 (PDF), su webalice.it, http://www.webalice.it/stasin/. URL consultato il 19 febbraio 2016 (archiviato dall'url originale il 4 marzo 2016).
60. ↑   1994-1995 (PDF), su webalice.it, http://www.webalice.it/stasin/. URL consultato il 19 febbraio 2016 (archiviato dall'url originale il 4 marzo 2016).
61. ↑   1995-1996 (PDF), su webalice.it, http://www.webalice.it/stasin/. URL consultato il 19 febbraio 2016 (archiviato dall'url originale il 4 marzo 2016).
62. ↑   1996-1997 (PDF), su webalice.it, http://www.webalice.it/stasin/. URL consultato il 19 febbraio 2016 (archiviato dall'url originale il 4 marzo 2016).
63. ↑   1997-1998 (PDF), su webalice.it, http://www.webalice.it/stasin/. URL consultato il 19 febbraio 2016 (archiviato dall'url originale il 24 febbraio 2016).
64. ↑   1998-1999 (PDF), su webalice.it, http://www.webalice.it/stasin/. URL consultato il 19 febbraio 2016 (archiviato dall'url originale il 24 febbraio 2016).
65. ↑   1999-2000 (PDF), su webalice.it, http://www.webalice.it/stasin/. URL consultato il 19 febbraio 2016 (archiviato dall'url originale il 24 febbraio 2016).
66. ↑   2000-2001 (PDF), su webalice.it, http://www.webalice.it/stasin/. URL consultato il 19 febbraio 2016 (archiviato dall'url originale il 24 febbraio 2016).
67. ↑   2001-2002 (PDF), su webalice.it, http://www.webalice.it/stasin/. URL consultato il 19 febbraio 2016 (archiviato dall'url originale il 4 marzo 2016).
68. ↑   2002-2003 (PDF), su webalice.it, http://www.webalice.it/stasin/. URL consultato il 19 febbraio 2016 (archiviato dall'url originale il 4 marzo 2016).
69. ↑   2003-2004 (PDF), su webalice.it, http://www.webalice.it/stasin/. URL consultato il 19 febbraio 2016 (archiviato dall'url originale il 24 maggio 2015).
70. ↑   2004-2005 (PDF), su webalice.it, http://www.webalice.it/stasin/. URL consultato il 19 febbraio 2016 (archiviato dall'url originale il 24 maggio 2015).
71. ↑   2005-2006 (PDF), su webalice.it, http://www.webalice.it/stasin/. URL consultato il 19 febbraio 2016 (archiviato dall'url originale il 25 febbraio 2016).
72. ↑   2006-2007 (PDF), su webalice.it, http://www.webalice.it/stasin/. URL consultato il 19 febbraio 2016 (archiviato dall'url originale il 18 maggio 2015).
73. ↑   2007-2008 (PDF), su webalice.it, http://www.webalice.it/stasin/. URL consultato il 19 febbraio 2016 (archiviato dall'url originale il 25 febbraio 2016).
74. ↑   2008-2009 (PDF), su webalice.it, http://www.webalice.it/stasin/. URL consultato il 19 febbraio 2016 (archiviato dall'url originale il 24 febbraio 2016).
75. ↑   2009-2010 (PDF), su webalice.it, http://www.webalice.it/stasin/. URL consultato il 19 febbraio 2016 (archiviato dall'url originale il 17 novembre 2015).
76. ↑   2010-2011 (PDF), su webalice.it, http://www.webalice.it/stasin/. URL consultato il 19 febbraio 2016 (archiviato dall'url originale il 24 febbraio 2016).
77. ↑   2011-2012 (PDF), su webalice.it, http://www.webalice.it/stasin/. URL consultato il 19 febbraio 2016 (archiviato dall'url originale il 24 febbraio 2016).
78. ↑   2012-2013 (PDF), su webalice.it, http://www.webalice.it/stasin/. URL consultato il 19 febbraio 2016 (archiviato dall'url originale il 24 febbraio 2016).
79. ↑   2013-2014 (PDF), su webalice.it, http://www.webalice.it/stasin/. URL consultato il 19 febbraio 2016 (archiviato dall'url originale il 24 febbraio 2016).
80. ↑   2014-2015 (PDF), su webalice.it, http://www.webalice.it/stasin/. URL consultato il 19 febbraio 2016 (archiviato dall'url originale il 27 giugno 2015).